# Utiel-Requena

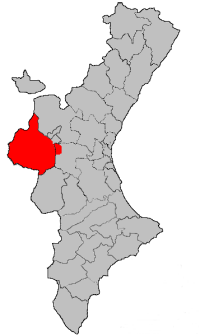
Utiel-Requena

Utiel-Requena ist ein Weinbaugebiet in den Bergen 50 km landeinwärts von Valencia in Südostspanien. Außerdem ist Utiel-Requena einer von 31 Bezirken in der Region Valencia.

## Weinbau in Utiel-Requena
Die Weinbauregion hat seit September 1932 (jedoch erst seit Februar 1957 offiziell bestätigt) den Status einer D.O. und ist nach zwei im Zentrum der Region liegenden Städten, Utiel und Requena, benannt.
Die bestockte Fläche beträgt 40.000 ha, die auf einer Gesamtfläche von 1800 km² verteilt sind. Das Klima ist stark kontinental mit sehr heißen Sommern bis 40 °C und kalten Wintern (bis −15 °C). Die Rebflächen liegen in Höhen von 600–900 msnm. Die fast kreisrunde Region mit einem Durchmesser von ungefähr 45 km ist recht eben.
In Utiel-Requena gibt es momentan (2004) 108 Bodegas, die von 7000 Winzerfamilien beliefert werden. Beherrscht wird der Rebsortenspiegel von der roten Sorte Bobal, die allein 32.000 ha belegt. Überhaupt ist Utiel-Requena ein Rotweinland, denn 94,3 % der Fläche ist mit roten Rebsorten bestockt.
Neben Bobal mit 80 % Anteil findet man noch Tempranillo (10 %), Garnacha, Cabernet Sauvignon, Merlot sowie Syrah. Bei den weißen Rebsorten findet man Macabeo, Planta Nova, Merseguera, Chardonnay und Sauvignon Blanc.
Die Überprüfung der Einhaltung der Vorschriften einer D.O. untersteht der Regulierungsbehörde Consejo Regulador de la Denominación de Origen Utiel-Requena in Utiel.

### Böden
Typisch sind hier Böden mit hohem Kalkgehalt und nebst guter Durchlässigkeit wenig organischer Masse, was den Weinen eine gewisse Mineralität verleiht.

### Klima
Hier herrscht kontinentales Klima mit mediterranen Einflüssen – 2.700 Stunden im Jahr Sonnenschein, eine durchschnittliche Temperatur von 13 °C und nur 400 mm jährlicher Niederschlag pro m².